# Tagoropsis sabulosa
Tagoropsis sabulosa är en fjärilsart som beskrevs av Rothschild 1907. Tagoropsis sabulosa ingår i släktet Tagoropsis och familjen påfågelsspinnare. Inga underarter finns listade i Catalogue of Life.